# Juan Bautista Egusquiza
Juan Bautista Luis Egusquiza Isasi (Asunción, 25 de agosto de 1845-24 de agosto de 1902) fue un militar y político paraguayo, 13.er presidente de Paraguay entre 1894 y 1898. Es considerado como uno de los mayores exponentes del Partido Colorado en la última década del siglo XIX.

## Biografía
Nació en la ciudad de Asunción el 25 de agosto de 1845. Sus padres fueron Camilo Egusquiza e Juana Isabel Isasi. 
Un bisabuelo paterno llamado Bautista de Egusquiza era oriundo de Guipúzcoa, País Vasco y otro bisabuelo paterno Juan Francisco de Quevedo era de Santander, Cantabria. También del lado paterno tenía un ancestro de Los Corrales de Buelna, Cantabria, uno de Santa María de Neda, Galicia, uno de Getafe, Madrid, cuatro nacidos en Portugal y radicados en Argentina, una mestiza brasileña de Laguna, Santa Catarina, hija de una india guaraní y además del conquistador español de Paraguay Pedro de Ovelar y de la colonizadora Mencía Calderón, ambos oriundos de Extremadura. Uno de sus bisabuelos maternos de nombre Agustín de Isasi nació en España y se estableció en Paraguarí. El apellido de su madre, Isasi, es originario de Éibar (un municipio de Guipúzcoa, asentado desde el siglo XV), significa “retamal” o “lugar de retamas”.
Estudió en la provincia Argentina de Entre Ríos en el Colegio del Uruguay, un importante instituto fundado por el general Justo José de Urquiza. Este fue quizás, uno de los trampolines que más tarde lo elevó a la gloria. En esta institución tuvo como condiscípulo al general y más tarde gobernante argentino, el tucumano Julio Argentino Roca.
Estuvo casado con doña Casiana Isasi. Corría por sus venas sangre vasca, que heredaba de ambas ramas familiares, siendo así, después de Uriarte, el segundo mandatario paraguayo con esa descendencia. Lamentablemente se decía en esa época que el carácter de Egusquiza carecía de gracia, además de popularidad y de carisma. Volvió al Paraguay en el mismo mes de la ocupación extranjera, junto a Benigno Ferreira, José Segundo y Juan José Decoud, Salvador Jovellanos, Juan Bautista Gill y otros.

## Carrera militar
Fue un militar de vasta cultura, integró la infame Legión Paraguaya, brazo militar de la Asociación Paraguaya incorporado al ejército argentino primeramente con el grado de teniente o alférez y luego capitán de la misma. La Asociación Paraguaya fue una sociedad asentada en Buenos Aires de descendientes de exiliados políticos desde la época del Dr. Francia, con el fin de agredir periodística y militarmente el gobierno de López. Ya en Paraguay continuó en las filas siendo teniente coronel y el 5 de mayo de 1890 pasó a desempeñar la Comandancia Militar de las Misiones. En agosto de 1891 fue promovido a coronel, y tuve una actuación destacada en el combate a una revuelta del Partido Liberal en octubre del mismo ano, resultando así que en el 14 de agosto de 1892 fue ascendido a general de brigada.

## Su gobierno
Fue presidente de la República desde el 25 de noviembre de 1894 al 25 de noviembre de 1898. Secundado por Facundo Insfrán en la vicepresidencia, su primer gabinete estuvo formado totalmente por civiles, lo integraron Agustín Cañete, Benjamín Aceval y Guillermo de los Ríos, en Hacienda; Ángel María Martínez y Rufino Mazó, en Interior; Rufino Mazó y José Mateo Collar, en Justicia, Culto e Instrucción Pública; Emilio Aceval, en Guerra y Marina; y Héctor Velázquez y José Segundo Decoud, en Relaciones Exteriores.
Durante su gobierno Juan Sinforiano Bogarín fue nombrado obispo del Paraguay, se introdujeron los coches de alquiler, se fundó la Escuela de Agricultura, que estuvo dirigida por Moisés Bertoni, se fundó el Instituto Paraguayo, se crearon varias localidades (Ayolas, Irala y Hernandarias), se creó la Escuela Normal de Maestros y de Maestras, se creó la Caja de Conversión, se estableció la Guardia Nacional, se reabrió la Facultad de Medicina; etc. Eguzquiza propugnó la pacificación política del país, con la participación en el gobierno de hombres de las diversas corrientes políticas. Fulgencio R. Moreno fue secretario rentado de la Cámara de Diputados, el Dr. César Gondra fue ministro residente en el Uruguay y don Gregorio Benítes estuvo en Fiscalía General del Estado.
El general Egusquiza otorgó una marcada importancia a la educación, este fue un signo positivo y admirable que se pudo apreciar durante su gobierno.
Egusquiza envió al joven abogado e historiador Blas Garay a Europa en carácter de secretario de legación en Inglaterra, Francia y España. En este último país, en el Archivo de las Indias de Sevilla, estudió profundamente los derechos del Paraguay sobre el Chaco, cuya soberanía se disputaba con Bolivia.
Egusquiza le confió la dirección de la Escuela Normal de Maestras a la célebre docente barrereña Adela Speratti y la de la Escuela Normal de Maestros a Francisco Tapia. El 25 de octubre de 1897 se dispuso la organización de la Escuela de Agricultura y Granja Modelo. El 1 de mayo de ese mismo año asumió la Superintendencia de Instrucción Pública don Enrique Solano López y el 4 de abril de 1898, como miembro del Consejo Superior de Educación, el diputado don Fulgencio R. Moreno. Accedieron al rectorado de la Universidad los Doctores Federico Jordán, Pedro P. Peña y don Héctor Velázquez.
El Estado impulsó la enseñanza de las bellas artes, las funciones de ópera y reconoció el funcionamiento del Instituto Paraguayo, que fue fundado el 10 de julio de 1895. Aparecieron los diarios “El Cívico”, “La Prensa” y “La Nación”, además de la “Revista del Instituto Paraguayo” y la “Revista Mensual”.

## Trayectoria política
Se hizo cargo del ministerio del Interior de febrero a marzo y de octubre a noviembre de 1891 y del 17 de enero al 17 de abril de 1894, así también, fue ministro de Guerra y Marina durante el gobierno del presidente Juan Gualberto González, cargo que ocupó hasta el 17 de abril de 1894. De esta manera Egusquiza tuvo su aprendizaje político.

## Egusquiza y elegusquicismo
El egusquicismo fue un sector formado por los grandes y más fieles seguidores del Presidente, era el grupo de opinión política más influyente en ese tiempo y no le fue dificultoso conseguir el apoyo de la Asociación Nacional Republicana (Partido Colorado) para impulsar la candidatura presidencial de sus adeptos: Emilio Aceval y Héctor Carvallo. La dupla “egusquicista” fue elegida por el Colegio Electoral. Su firma se halla en el acta fundacional de la ANR, el 11 de septiembre de 1887. Pero su actuación no fue sobresaliente sino hasta la represión del movimiento liberal del 18 de octubre de 1891. Se recuerda que hasta el 19 de agosto de 1900, fecha en que fue elegido vicepresidente 2.º de la comisión directiva, no se apoderó de funciones partidarias. Firmó sólo dos manifiestos, pese a que ninguno tuvo carácter político, en abril y junio de 1894. Lo que haya hecho Egusquiza para estimular al “Comité Popular Egusquicista” o a los periodistas de El Progreso no fue demasiado ni poco, así de ambiguo.
Falleció el 24 de agosto de 1902 en Asunción, en vísperas de su cumpleaños siendo senador, y por ley se le rindieron todos los honores oficiales correspondientes, expiró en la casa ubicada en la esquina de la calle Alberdi y Humaitá que actualmente sirve de sede para el Colegio Dante Alighieri.